# Nordflaket
Le Nordflaket, Nord Flaket ou Nord-Flaket en français : « banc du nord », également « banc du nord de l'île aux Ours » est un banc de sable abyssal de la mer de Norvège, au large des îles Svalbard. Elle constitue la part occidentale des Spitsbergenbanken, entre l'Île aux Ours et Storfjordrenna.
Il s'agit d'une zone de pêche à la morue.